# Brad Mirman
Brad Mirman (* 28. Juni 1953 in Hollywood) ist ein amerikanischer Drehbuchautor, Regisseur und Filmproduzent.
Mirman besuchte die Beverly Hills High School. 1989 konnte er sein erstes Script an Paramount Pictures verkaufen. Er war mit Delphine Wilhelem von 1996 bis 2001 verheiratet.

## Filme (Auswahl)

### Drehbuchautor
- 1992: Knight Moves – Ein mörderisches Spiel
- 1993: Body of Evidence
- 1999: Resurrection – Die Auferstehung (Resurrection)
- 2002: The Piano Player
- 2003: Absolon
- 2005: Shadows in the Sun – Liebe lieber italienisch
- 2011: The Confession (Fernsehserie)
- 2015: Forsaken

### Regisseur
- 2003: Crime Spree – Ein gefährlicher Auftrag (Crime Spree)
- 2005: Shadows in the Sun – Liebe lieber italienisch

### Produzent
- 1992: Knight Moves – Ein mörderisches Spiel
- 2005: Shadows in the Sun – Liebe lieber italienisch